# Martin Bendix

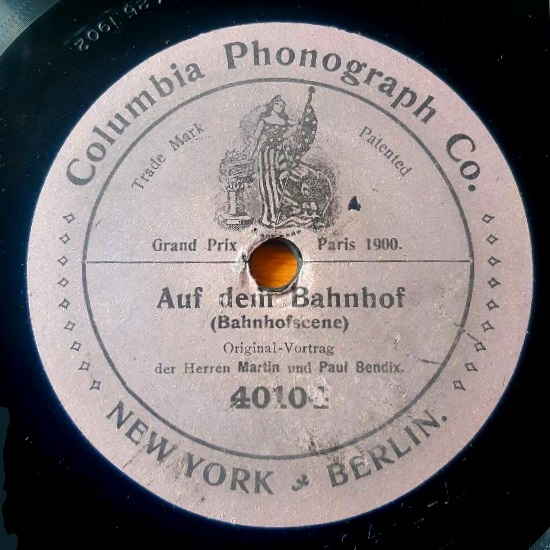
Schallplatte von Martin und Paul Bendix (Berlin 1903)

Martin Bendix, auch oft Martin Bendix, der Urkomische, genannt (* 22. Juli 1843 in Berlin; † 16. Oktober 1915 in Berlin-Schöneberg), war ein deutscher Unterhaltungskünstler, Sänger, Komiker und Schauspieler.

## Leben und Wirken
„Bendix, der Urkomische“, wie er oft genannt wurde, galt als Ur-Berliner Original und noch vor Otto Reutter, der mit seinen Couplets zu großer Beliebtheit gelangte, als einer der populärsten Unterhaltungskünstler im Berlin der frühen Kaiserzeit im ausgehenden 19. Jahrhundert. Bendix begann seine Karriere am 1. November 1862. Rasch erkannte er, dass er dank seines Wortwitzes und seiner Vortragskunst die Massen, zumeist einfache Leute aus dem Volk, mit seinen Stand-ups, wie man heute sagen würde, begeistern konnte. Seine Kalauer füllten Abend für Abend das American-Theater in der Dresdener Straße, die Refrains seiner kessen Couplets brachten ihm Ovationen ein. Sein Berliner Wortwitz und seine sprachlichen Eigenkreationen, die heute längst nicht mehr gedanklich immer nachvollziehbar sind, wurden rasch in der deutschen Reichshauptstadt zum sprachlichen Allgemeingut und oftmals von seinen Anhängern kopiert. Eine besonders beliebten Kreation war die Rolle eines „typischen“ Berliner Droschkenkutscher, der so redet, wie ihm der Schnabel gewachsen ist.
In späteren Jahren wurde vor allem Berlins Apollo-Theater die künstlerische Heimstätte von Martin Bendix, der das Gros seiner Texte und Sketche (darunter Einakter wie „Bulgarien in Berlin“ und „Die Millionenerbin von Rixdorf“) selbst geschrieben und auch zahlreiche seiner Couplet-Einlagen selbst komponiert hatte. Mit seinem Sohn, dem Entertainer Paul Bendix, zählte er auch zu den frühesten Komikern, die auf Phonographenwalze und Grammophonplatte verewigt worden sind. Gemeinsam schufen Vater und Sohn über 200 Aufnahmen, und Bendix junior setzte seine Schallplattenkarriere bis in die 1920er Jahre fort. In der Frühzeit der Kinematographie stand Martin Bendix mit seinen Sketchen in Tonbildern und kurzen Stummfilmen Alfred Duskes’ auch mehrfach vor der Kamera. Als Martin Bendix inmitten des Ersten Weltkriegs bei einem Zusammenstoß mit einem Postauto starb, wurde ihm in einem der Nachrufe ein „wirklich urwüchsiger, derber Humor“ bescheinigt, der „so oft zu Zwerchfell erschütternder Wirkung“ führte, wie die Phonographische Zeitschrift in ihrer Ausgabe vom November 1915 meinte. Wie es dort weiter hieß, sei Bendix „keiner von den ganz Grossen gewesen, freilich nicht, aber sein bescheidenes Licht verstand es so gut in die Volksseele hineinzuleuchten, sein unschuldiger nie beleidigender Witz so treffend das Leben der breiten Massen zu packen“. Sein Grab befindet sich auf dem jüdischen Friedhof Berlin-Weißensee.
Sein Sohn Paul Bendix (1870–1944) wurde nach Theresienstadt deportiert, wo er starb.

## Filmografie (Tonbilder und Kurzfilme)
- 1907: Beim Zahnarzt
- 1908: Der Alte Berliner
- 1908: Max und Moritz auf der Theatergalerie
- 1913: Alter schützt vor Torheit nicht
- 1913: Wenn man Bummeln geht
- 1913: Wenn zwei dasselbe tun
- 1913: Das Zweite Ich
- 1914: Wem gehört das Hemd

## Sketche (Auswahl)
- Sketch: Herr Pape aus Teltow auf youtube
- Sketch: Beim Photographen auf youtube
- Sketch: Beim Zahnarzt auf youtube